# 長宗我部陽子
長宗我部 陽子（ちょうそかべ ようこ、1973年2月22日 - ）は、日本の元女優。岩手県出身。

## 来歴・人物
大学在学中、女優を志して養成所へ入り演技の基礎を学ぶ。
1995年にピンク映画でのデビューが決まり、今岡信治の初監督作『獣たちの性宴 イクときいっしょ』において映画初出演。
1997年には写真集『JUNGLE』を発売。ヘアヌードも披露した。
2000年代には一般映画へ進出している。
現在、所属事務所からプロフィールが消え、近年の活動内容・消息に関しては一切不明。

## 出演

### 映画
1995年
- 獣たちの性宴 イクときいっしょ（1995年10月13日、今岡信治監督） - 別題名『彗星まち』

1997年
- どすけべ父娘 淫らな性生活（1997年8月29日、松岡邦彦監督）
- 団地妻 白昼の不倫（1997年11月28日、サトウトシキ監督） - 別題名『団地妻快楽図鑑 3人の性くらべ』

1998年
- デメキング（1998年4月8日、いまおかしんぢ監督） - 別題名『痴漢電車 弁天のお尻』『いかせたい女 彩られた柔肌』
- 夜9時20分のワンピース（1998年5月9日、鈴木卓爾監督）
  - ケッパヤチガラサ？（あたしで最後？）
  - サウンドオブ中学教師
- 尻まで濡らす団地妻（1998年6月26日、サトウトシキ監督） - 劇場公開時題名『新宿♀日記 迷い猫』、動画配信サイト（GYAO!）での題名『団地妻 迷い猫』[1]
- 女囚 いたずら性玩具（1998年7月23日、荒木太郎監督）

1999年
- のど自慢（1999年1月15日、井筒和幸監督） - フォックス毛皮の女
- リング2（1999年1月23日、中田秀夫監督） - 鵜飼

2000年
- おしゃぶり天使 白衣のマスコット（2000年8月8日、榎本敏郎監督）

2001年
- 東京マリーゴールド（2001年5月12日、市川準監督）
- 寝耳に水（2001年6月22日、井川耕一郎監督）
- 修羅雪姫（2001年12月15日、佐藤信介監督） - 双磨

2002年
- 惨劇館 夢子（2002年2月9日、久保山努監督）
- 空が、近い(福岡芳穂監督）
- 最強獣誕生 ネズラ -NEZULLA-（2002年10月25日、田川幹太監督） - 病気の女
- 痴食（2002年11月16日、佐々木育野監督）
- いたいふたり（2002年12月7日、斎藤久志監督） - 真希・SMの女王

2003年
- NOEL（2003年4月26日、梨木友徳監督） - 蓉子
- ガールフレンド: ストラトス（2003年7月31日、山本淳一監督） - 大井町子

2004年
- この世の外へ クラブ進駐軍（2004年2月7日、阪本順治監督） - ストリッパー・ヨウコ
- ブラックキス（手塚眞監督）
- せかいのおわり world's end girl friend（2004年7月7日、風間志織監督） - はる子の姉
- 銀のエンゼル（2004年12月8日、鈴井貴之監督） - 携帯の女
- 愛のモルヒネ（林田賢太監督）

2005年
- 情無用の刑事まつり（2005年8月20日、城定秀夫監督）
- ノロイ（2005年8月20日、白石晃士監督）
- @ベイビーメール（2005年9月10日、中村義洋監督）

2006年
- 呪怨 パンデミック（2006年10月12日、清水崇監督） - ナース

2007年
- ハミングライフ（2007年1月13日、窪田崇監督）
- 狂気の海（高橋洋監督）[2]
- 殺しのはらわた MASTER OF KILLER（2007年6月16日、篠崎誠監督）

2009年
- テケテケ（2009年3月17日公開、白石晃士監督） - テケテケ 役
- テケテケ2（2009年3月17日公開、白石晃士監督） - テケテケ 役
- 行旅死亡人（2009年11月7日公開、井土紀州監督） - 靖子 役
- 琥珀色のキラキラ（中野量太監督）

2010年
- 恐怖（2010年7月10日公開、東京テアトル、高橋洋監督）
- 犀の角（2010年11月19日公開、井土紀州監督）
- 土竜の祭（2010年11月27日公開、井土紀州監督） - 霞 役

2011年
- 姉ちゃん、ホトホトさまの蠱を使う（大工原正樹監督）
- 純情No.1（大工原正樹監督）
- －×－（マイナス・カケル・マイナス）（伊月肇監督） - 林京子 役
- スーサイドサイドカー（鎮西尚一監督）

2012年
- 彼女について知ることのすべて（井土紀州監督） - 弁護士 役
- 都市霊伝説 クロイオンナ(11月3日公開、小沼雄一監督)

2013年
- 桃まつり presents なみだ/MAGMA（5月11日公開、渡辺あい監督）
- 蒼白者 A Pale Woman（6月8日公開、常本琢招監督）

2016年
- 野生のなまはげ（7月16日公開、新井健市監督）

2017年
- アナザサイド サロメの娘 remix
- ヴィレッジ・オン・ザ・ヴィレッジ

2018年
- あなたはわたしじゃない
- 霊的ボリシェヴィキ
- キミサラズキミサラズ

### オリジナルビデオ
- 堕天使学園（1996年8月21日、井上眞介監督）
- ザ・ストーカー（1997年3月7日、鎮西尚一監督）
- 強請（1997年5月23日、金田敬監督）
- ニューハーフ物語 わたしが女にもどるまで（1997年5月30日、山岡隆資監督）
- OLの性6 イケてる女のアブナイ手口（1997年7月21日、市川徹監督）
- 聖少女 濡れた花園（1997年8月8日、鴨田好史監督）
- 団地妻'98 危険な情事（1997年12月12日、水谷俊之監督）
- 新任女医 淫らな診察室（1997年12月22日、常本琢招監督） - 浜名麻奈子（精神科医インターン）※初主演
- 宇宙人 ザ・コンタクト（1998年2月28日）
- 痴漢白書8（1998年3月3日、大工原正樹監督）
- 女医 玲子二十七歳（1998年5月1日、横山楽居監督）
- 未亡人と女教師（1998年10月9日、水谷俊之監督）
- 人妻遊戯（1999年2月26日、神野太監督）
- 続・愛人霊（1999年5月11日、水谷俊之監督）
- 花の女子アナ☆ヤルのは奴らだ（1999年8月27日、市川徹監督）
- OLの性特別版 花の女子アナ危機一髪!!（1999年8月27日、市川徹監督）
- 花の女子アナ☆KINZANより愛を込めて（1999年12月22日、市川徹監督）
- 侠道 シリーズ（2000年、福岡芳穂監督）
  - 侠道（2000年5月12日）
  - 侠道2（2000年8月4日）
  - 侠道3（2000年10月13日）
  - 侠道4（2000年12月8日）
  - 侠道6 完結編（2001年7月13日）
- 亡霊の棲む家（2000年10月6日、熊澤尚人監督）
- 極道烈伝 桜と龍（2001年4月13日、水谷俊之監督）
- 女囚K 濡れた過去の女たち（2001年11月30日、福岡芳穂監督） - 女囚K-163サキ
- 実録・極東マフィア戦争 暗黒牙狼街 BOSS（2002年8月23日、小林政広監督）
- テロリストEmi（2003年5月20日、津田豊滋監督）
- 実録・マフィアンヤクザ V MONEYTRAPPING（2013年、岡元太監督）
- 一族の絆（2014年6月6日、佐々木浩久監督） - レイコ(殺し屋)

### テレビドラマ
- 美少女新世紀ゲイザー（1998年、テレビ朝日系）
- 怪談新耳袋 開けちゃだめ編「庭」（2003年8月） - 悦子
- ケータイ刑事 銭形零 1stシリーズ「バーボン刑事死す?! 〜無差別連続爆破事件〜」（2004年12月26日） - 睦月智美（カルーセル智美）
- 警察署長・たそがれ正治郎 第4話「同窓会殺人事件」（2007年8月15日）
- ドクター・ヨシカの犯罪カルテ2（2007年） - 筒井衿子
- 鈴木光司 リアルホラー「クライ・アイズ」（2015年3月22日） - 稲垣有子

### 雑誌
- ペントハウス 1997年7月号（ぶんか社） - ヌード5ページ
- FLASH 1997年7月1日号（光文社） - ヌード1ページ
- 宝島 1997年6月25日号（宝島社）
- アクトレス 1997年8月号（リイド社） - ヌード4ページ
- ザ・ベストマガジン special 1997年8月号（KKベストセラーズ）
- 週刊ポスト 1998年3月13日号（小学館） - ヌード3ページ

### 写真集
- JUNGLE（1997年6月20日、ぶんか社） - 小野麻早撮影、2900円、ISBN 978-4821121540